# Woollsia pungens
Woollsia pungens är en ljungväxtart som först beskrevs av Antonio José Cavanilles, och fick sitt nu gällande namn av Ferdinand von Mueller. Woollsia pungens ingår i släktet Woollsia och familjen ljungväxter. Inga underarter finns listade i Catalogue of Life.

## Bildgalleri

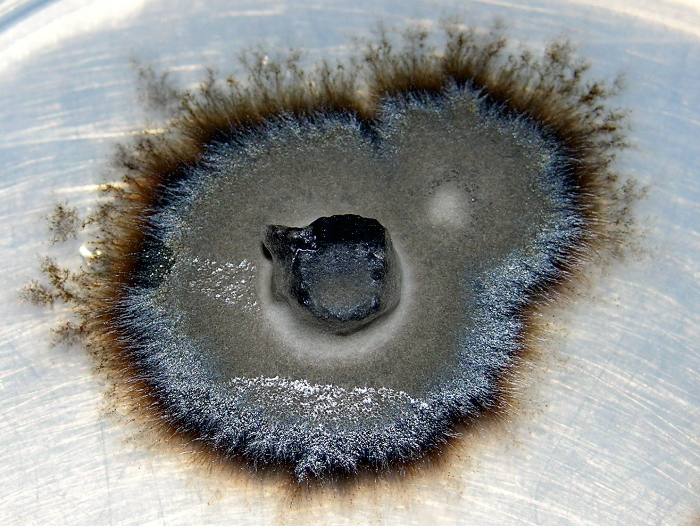
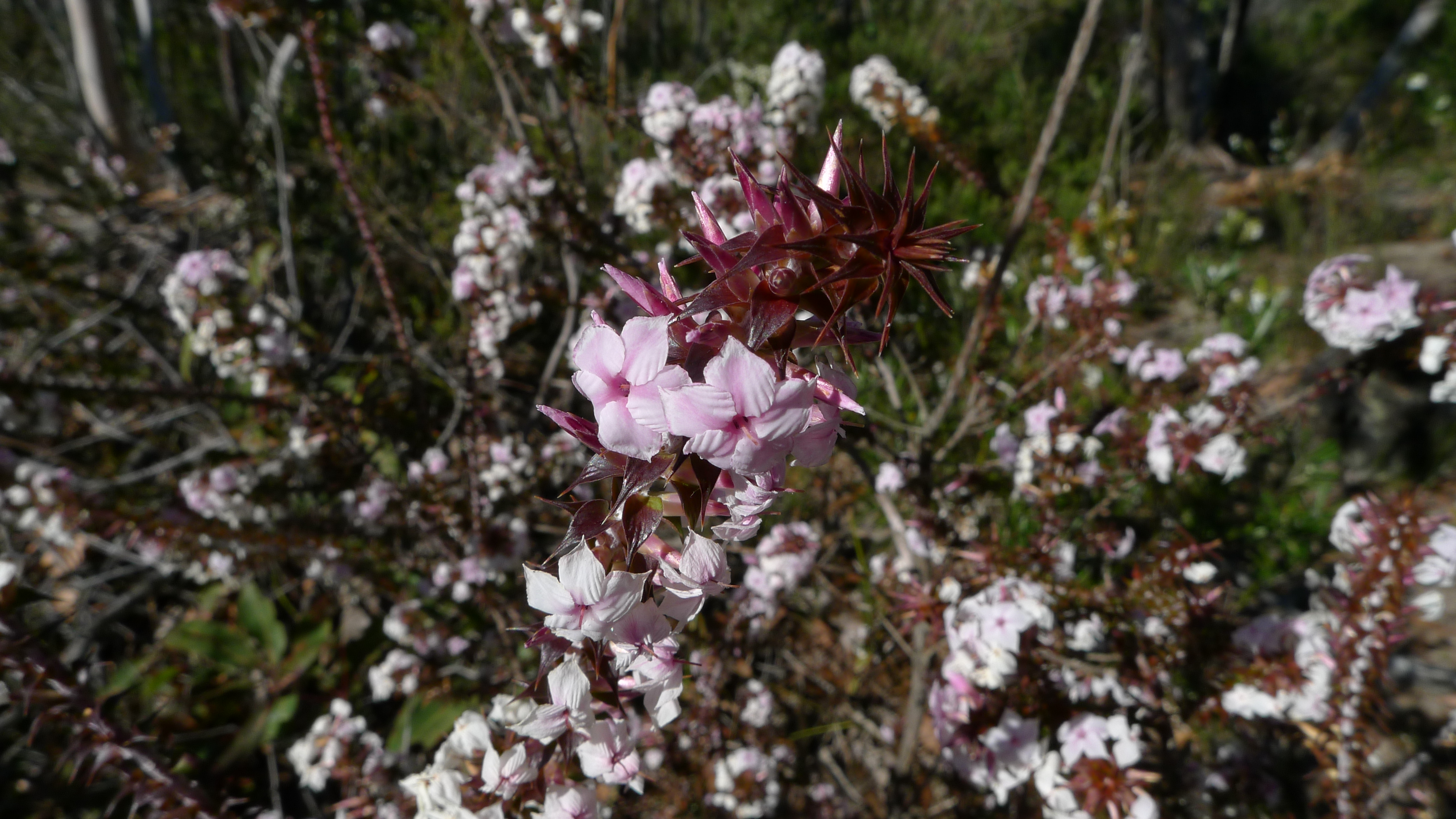
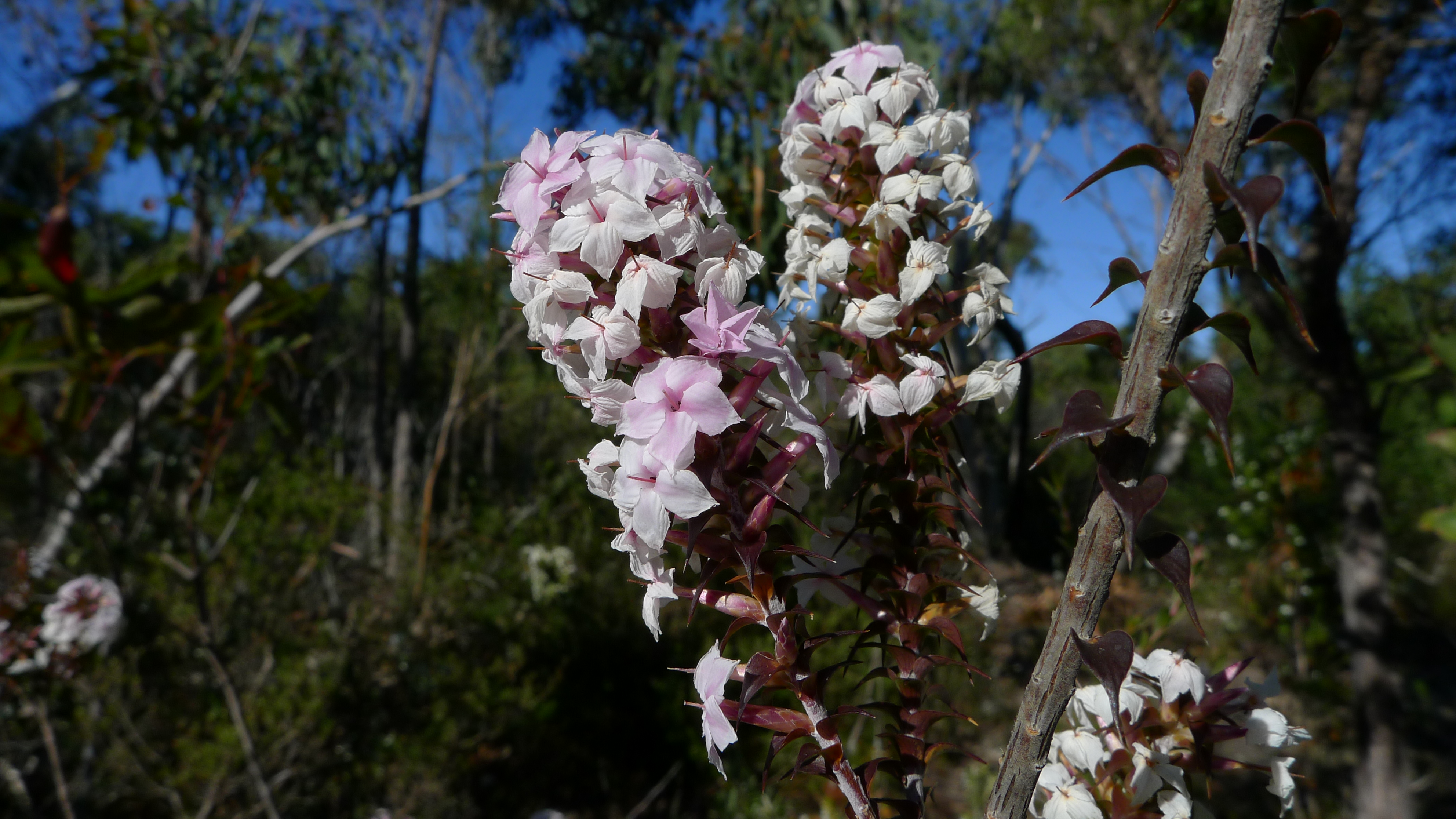
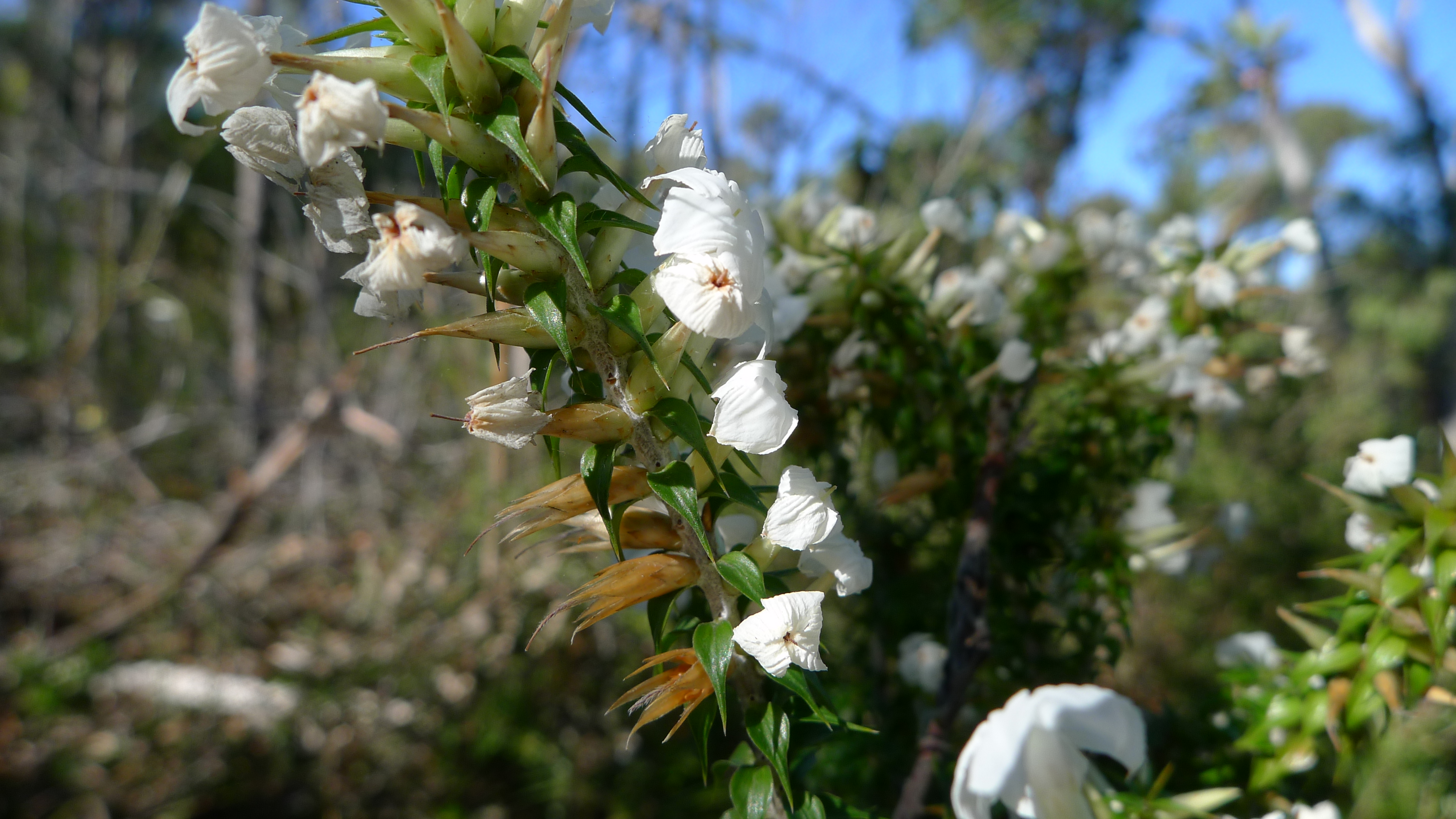